# 鮑爾斯維爾鎮區 (伊利諾伊州加拉廷縣)
鮑爾斯維爾鎮區（英語：Bowlesville Township）是位於美國伊利諾伊州加拉廷縣的一個行政鎮區。

## 地方資料
根據2010年美國人口普查的數據，鮑爾斯維爾鎮區的面積為103.20平方千米，當中陸地面積為100.10平方千米，而水域面積為3.10平方千米。當地共有人口188人，而人口密度為每平方千米1.82人。